# Allium pendulinum
Ail pendulinum
Espèce
Classification APG III (2009)
Statut de conservation UICN

 LC  : Préoccupation mineure
Allium pendulinum (pendu-linum = pendu-fil en Latin), appelé aussi ail italien, est une espèce de plantes à fleurs du genre Allium, dont font partie les ails, les oignons et les poireaux, et de la famille des Amaryllidacées. C'est une plante vivace, qui pousse en Corse, Sardaigne, Sicile, et Italie continentale.

## Synonymes
- Allium triquetrum proles pendulinum (Ten.) Rouy
- Allium triquetrum subsp. pendulinum (Ten.) Ball
- Allium triquetrum var. pendulinum (Ten.) Regel

## Description
Tige cylindrique, grêle, feuilles linéaires. Spathe (bractée membraneuse de l'inflorescence) à une valve, non persistante. L'inflorescence est subtile ne portant qu'environ deux à six fleurs blanches, grandes, dressées puis retombantes au bout de leurs longs et frêles pédicelles (d'où son nom), leurs six pétales possèdent une fine nervure centrale bien visible vert clair et deux plus discrètes latéralement. Peut atteindre jusqu'à 25 cm de hauteur, mais généralement beaucoup plus courte.

## Statut
Inscrite dans le livre rouge de la flore menacée de France par l'INPN - Inventaire National du Patrimoine Naturel

### Caractéristiques
- Organes reproducteurs :
  - Type d'inflorescence : ombelle
  - Type de pollinisation : entomogame
  - Période de floraison : Avril-juin
- graine :
  - Type de fruit : capsule
  - Mode de dissémination : barochore
- Habitat et répartition :
  - Habitat type : Bois, friches, pentes rocheuses
  - Aire de répartition : Corse, Italie, Sardaigne, Sicile, Maroc